# Сулейманов, Назим Гаджибаба оглы
Нази́м Гаджибаба́ оглы́ Сулейма́нов (азерб.  Nazim Hacıbaba oğlu Süleymanov; род. 17 февраля 1965, Сумгаит) — советский и азербайджанский футболист, нападающий и футбольный тренер. Выступал за сборную Азербайджана, был капитаном команды. Чемпион России 1995 года. Мастер спорта СССР, «Почетный гражданин Осетии», обладатель медали «Во Славу Осетии».
Сулейманов провел 147 матчей в высшей лиге СССР (29 голов) и 150 матчей в высшей лиги России (50 голов), дважды входил в число 33-х лучших футболистов чемпионата России (1992, 1993). Является рекордсменом ФК «Алании» по количеству забитых мячей за клуб в высших лигах чемпионатов СССР (13) и России (47).

## Карьера

### Клубная
Известен по выступлениям в клубах «Нефтчи» Баку и «Алания» Владикавказ. В составе «Алании» в 1995 году стал чемпионом России. В 1996 году в «золотом» матче против московского «Спартака» совершил решающий промах по воротам, не попав по мячу с линии вратарской. Тогдашний главный тренер «Алании» В. Г. Газзаев так и не простил игрока за это, вследствие чего Сулейманову пришлось покинуть команду. Завершил свою игровую карьеру в сочинской «Жемчужине», после чего занялся тренерской деятельностью.

### Тренерская
В 2000—2001 годах тренировал дубль «Жемчужины» (в 2001 году участвовавшей в первой лиге первенства Краснодарского края). В 2002 году был главным тренером «Жемчужины» во Втором дивизионе России. В начале сезона-2004/05 возглавил «Хазар-Ленкорань». Однако команда выступала неровно и после ряда провалов в октябре 2004 года был уволен. В мае 2007 года назначен на должность тренера-селекционера национальной команды Азербайджана.
С 2009 года по 2011 год — главный тренер «Олимпик-Шувалан». В 2012 году назначен тренером сборной Азербайджана и главным тренером сборной военнослужащих Азербайджана.
25 октября 2013 года назначен главным тренером бакинского «Нефтчи».
13 апреля 2015 года Назим Сулейманов назначен на пост главного тренера сборной команды Азербайджана до 19 лет.
В 2018 году тренировал «Сумгаит». В 2019 году основал первый в Азербайджане футбольный профсоюз, став его председателем.
В сентябре 2022 года возглавил молодёжную команду «Химок», с февраля по апрель 2023 года был главным тренером команды Второй лиги «Химки-М», после чего вернулся в «Химки U19».
В августе 2023 года подписал контракт на пост главного тренера с дебютантом первой лиги Азербайджана по футболу клубом «Иреван».
15 апреля 2015 года представлена общественности книга, написанная к юбилею — 50-летию Назима Сулейманова, названная «Незавершенный матч». Книга вышла общим тиражом 6000 экземпляров на азербайджанском и русском языках.

## Достижения
Командные в качестве игрока
 Нефтчи (Баку)
- Финалист Кубка Федерации футбола СССР: 1988

 Алания (Владикавказ)
- Чемпион России: 1995
- Серебряный призёр чемпионата России (2): 1992, 1996
- Обладатель Кубка Президента республики Северная Осетия — Алания (2): 1994, 1995
- Финалист Кубка чемпионов Содружества: 1996

Личные
- В списках 33-х лучших футболистов чемпионата России (2): № 3 — 1992, 1993
- Лучший второй нападающий чемпионата России по оценкам «Спорт-Экспресс»: 1996 (ср. оценка — 6,42)[13].
- Входит в топ-10 лучших легионеров-бомбардиров РФПЛ[14].
- Рекордсмен «Алании» по количеству забитых мячей за клуб в высшей лиге чемпионатов СССР / России — 60

## Награды и почести
- Мастер спорта СССР[15].
- Почётный гражданин Осетии»[3].
- Медаль «Во славу Осетии»[3].
- Почётный знак «За заслуги в развитии физической культуры, спорта и туризма» (29 ноября 2018 года, Межпарламентская ассамблея СНГ) — за значительный вклад в развитие физической культуры, спорта и туризма в государствах — участниках Содружества Независимых Государств, реализацию идей сотрудничества в сфере физической культуры, спорта и туризма[16]